# Принс-Альберт (Саскачеван)
 Принс-А́льберт  (англ. Prince Albert) — місто в провінції Саскачеван у Канаді на річці Північній Саскачеван. 
Місто (512 осіб/км²) налічує 34 138 мешканців (2006) і знаходиться на висоті 440 м над рівнем моря. Однойменний Національний парк «Принс-Альберт» за 51 км на північ від міста Принс-Альберт.

## Клімат
Місто знаходиться у зоні, котра характеризується континентальним субарктичним кліматом. Найтепліший місяць — липень із середньою температурою 17.9 °C (64.3 °F). Найхолодніший місяць — січень, із середньою температурою -17.3 °С (0.9 °F).
| Клімат Принс-Альберта   | Клімат Принс-Альберта | Клімат Принс-Альберта | Клімат Принс-Альберта | Клімат Принс-Альберта | Клімат Принс-Альберта | Клімат Принс-Альберта | Клімат Принс-Альберта | Клімат Принс-Альберта | Клімат Принс-Альберта | Клімат Принс-Альберта | Клімат Принс-Альберта | Клімат Принс-Альберта | Клімат Принс-Альберта |
| Показник                | Січ.                  | Лют.                  | Бер.                  | Квіт.                 | Трав.                 | Черв.                 | Лип.                  | Серп.                 | Вер.                  | Жовт.                 | Лист.                 | Груд.                 | Рік                   |
| Абсолютний максимум, °C | 12                    | 11                    | 19,8                  | 32,2                  | 35,4                  | 38,8                  | 37,8                  | 36,5                  | 36,1                  | 30,6                  | 19,4                  | 8,3                   | 38,8                  |
| Середній максимум, °C   | −11,4                 | −7,7                  | −0,9                  | 9,8                   | 17,5                  | 21,8                  | 24,3                  | 23,4                  | 17,1                  | 8,8                   | −2,7                  | −9,4                  | 7,5                   |
| Середня температура, °C | −17,3                 | −13,8                 | −6,8                  | 3,3                   | 10,4                  | 15,3                  | 18                    | 16,7                  | 10,5                  | 3,1                   | −7,2                  | −14,8                 | 1,4                   |
| Середній мінімум, °C    | −23,1                 | −19,9                 | −12,7                 | −3,1                  | 3,3                   | 8,7                   | 11,5                  | 9,9                   | 4                     | −2,6                  | −11,8                 | −20,1                 | −4,7                  |
| Абсолютний мінімум, °C  | −50                   | −46,1                 | −45,6                 | −33,9                 | −14                   | −4,4                  | 1,1                   | −3,7                  | −15,6                 | −26,1                 | −38,9                 | −44,3                 | −50                   |
| Норма опадів, мм        | 16.2                  | 11.8                  | 18.1                  | 27.4                  | 44.7                  | 68.6                  | 76.6                  | 61.6                  | 43.4                  | 26.1                  | 16.6                  | 16.7                  | 427.7                 |
| Днів з дощем            | 0,4                   | 0,3                   | 1,9                   | 6,4                   | 9,9                   | 12,9                  | 14                    | 10,9                  | 9,6                   | 6,7                   | 1,3                   | 0,7                   | 74,8                  |
| Днів зі снігом          | 11,5                  | 8,4                   | 7,5                   | 4,8                   | 1                     | 0,1                   | 0                     | 0                     | 0,8                   | 3,3                   | 8,5                   | 11                    | 56,9                  |
| Вологість повітря, %    | 88                    | 86                    | 80                    | 68                    | 62                    | 66                    | 68                    | 72                    | 73                    | 76                    | 85                    | 89                    | 76                    |
| ----------------------- | --------------------- | --------------------- | --------------------- | --------------------- | --------------------- | --------------------- | --------------------- | --------------------- | --------------------- | --------------------- | --------------------- | --------------------- | --------------------- |
| Джерело: Weatherbase    |                       |                       |                       |                       |                       |                       |                       |                       |                       |                       |                       |                       |                       |

## Відомі особистості
У місті народився:
- Джої Тетаренко (* 1978) — канадський хокеїст.

Виборчий округ «Принс-Альберт» представляли в Парламенті три колишні прем'єр-міністри Канади: 
- Вільфред Лор'є (англ. Wilfrid Laurier) — 7-й прем'єр-міністр Канади (1896–1911).
- Маккензі Кінг (англ. William Lyon Mackenzie King) — 19-й прем'єр-міністр Канади (1921–1926), (1926–1930), і (1935–1948).
- Джон Діфенбейкер (англ. John Diefenbaker) — 13-й прем'єр-міністр Канади (1957–1963).

## Галерея

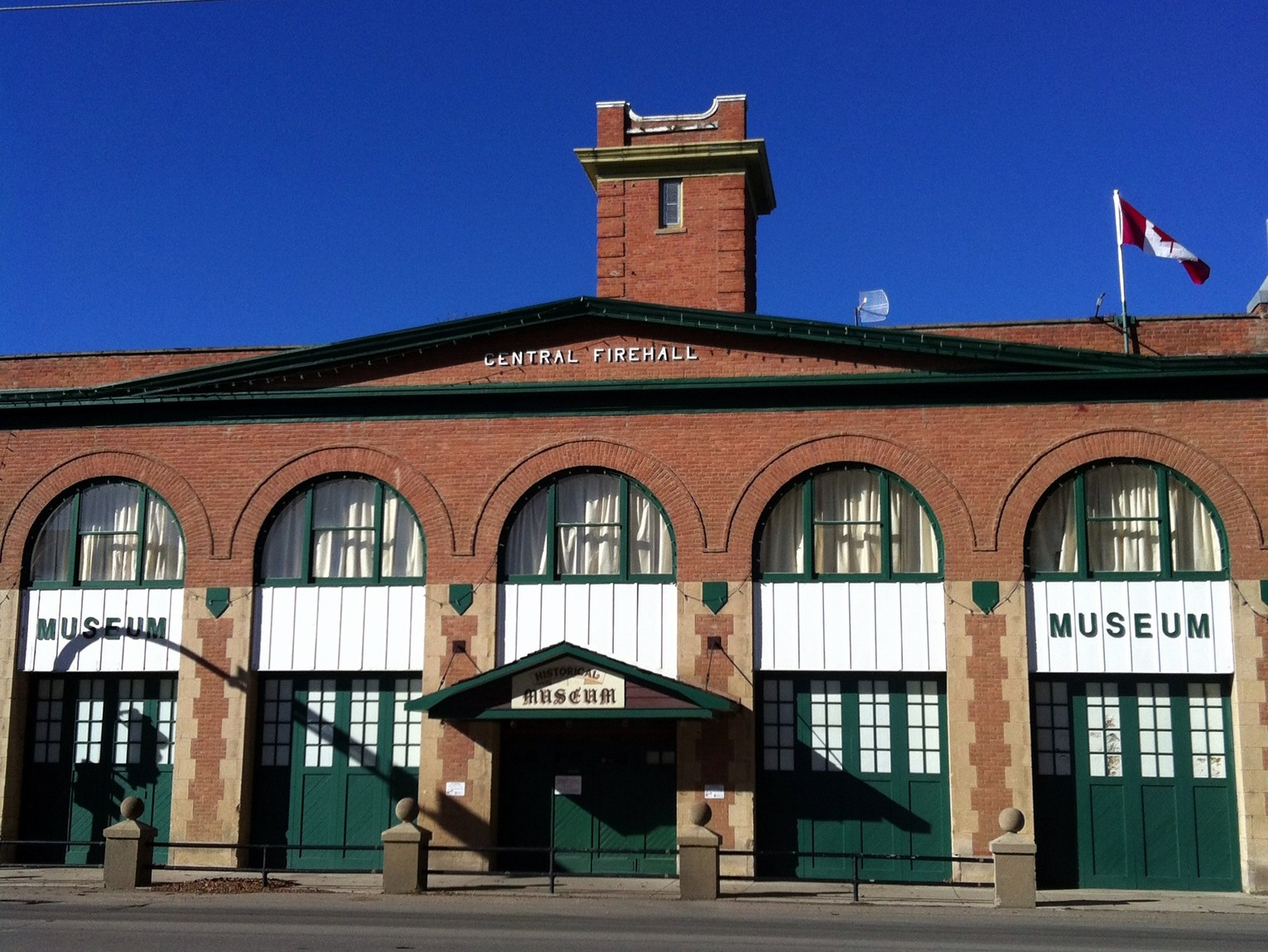
Історичний музей
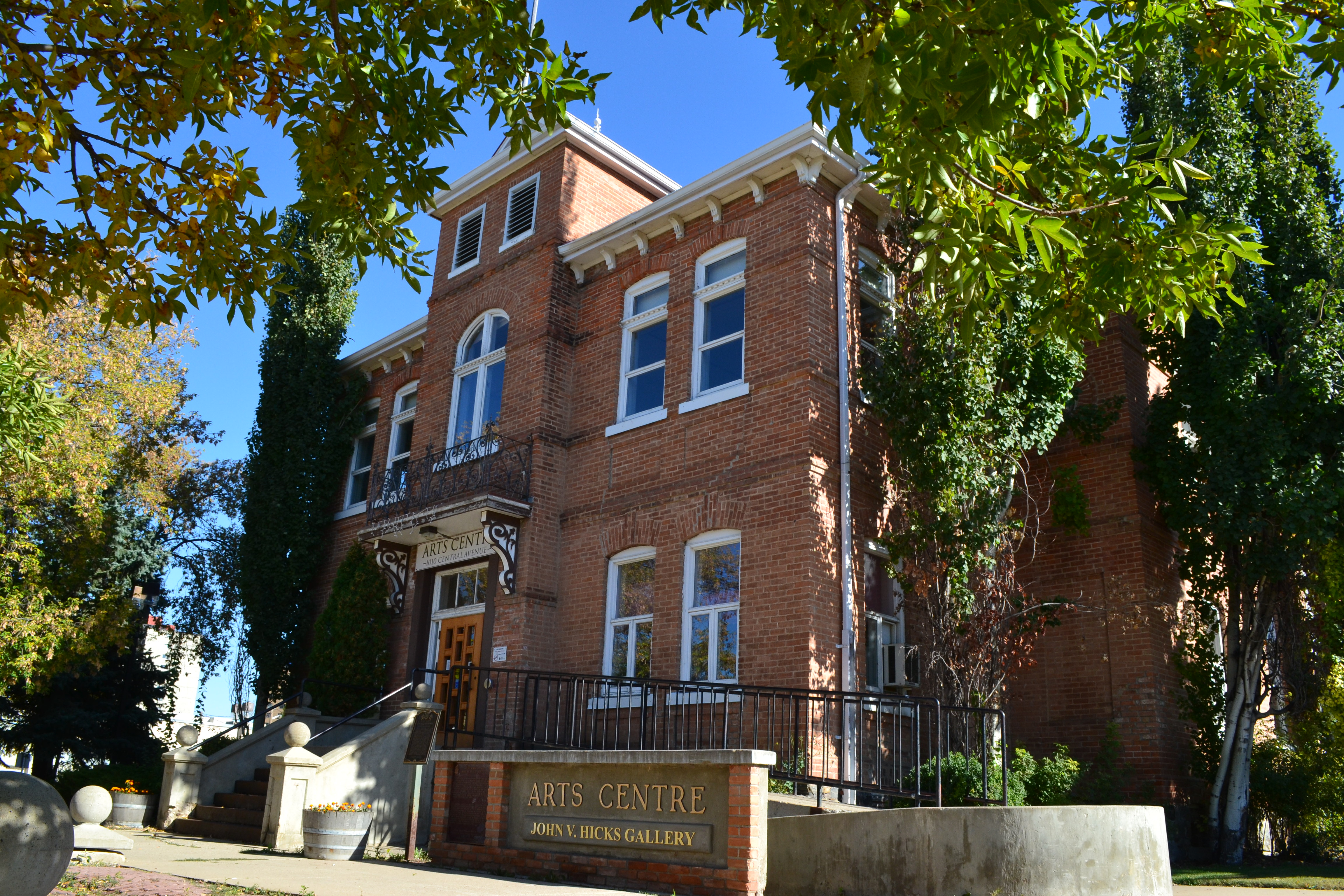
Мистецький центр
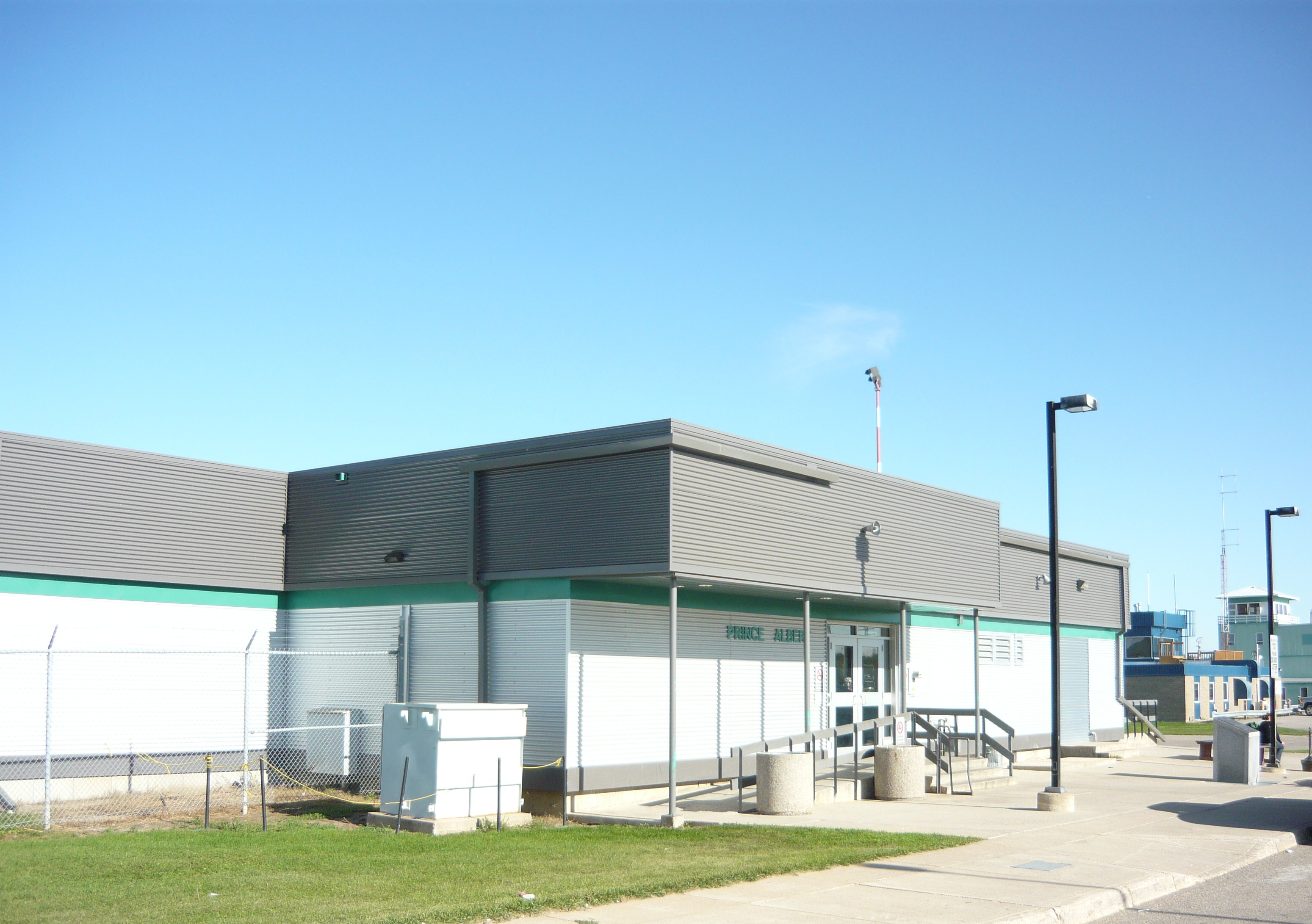
Термінал аеропорту